# Trasporti in Kenya
Frequenti tipi di trasporti in Kenya.

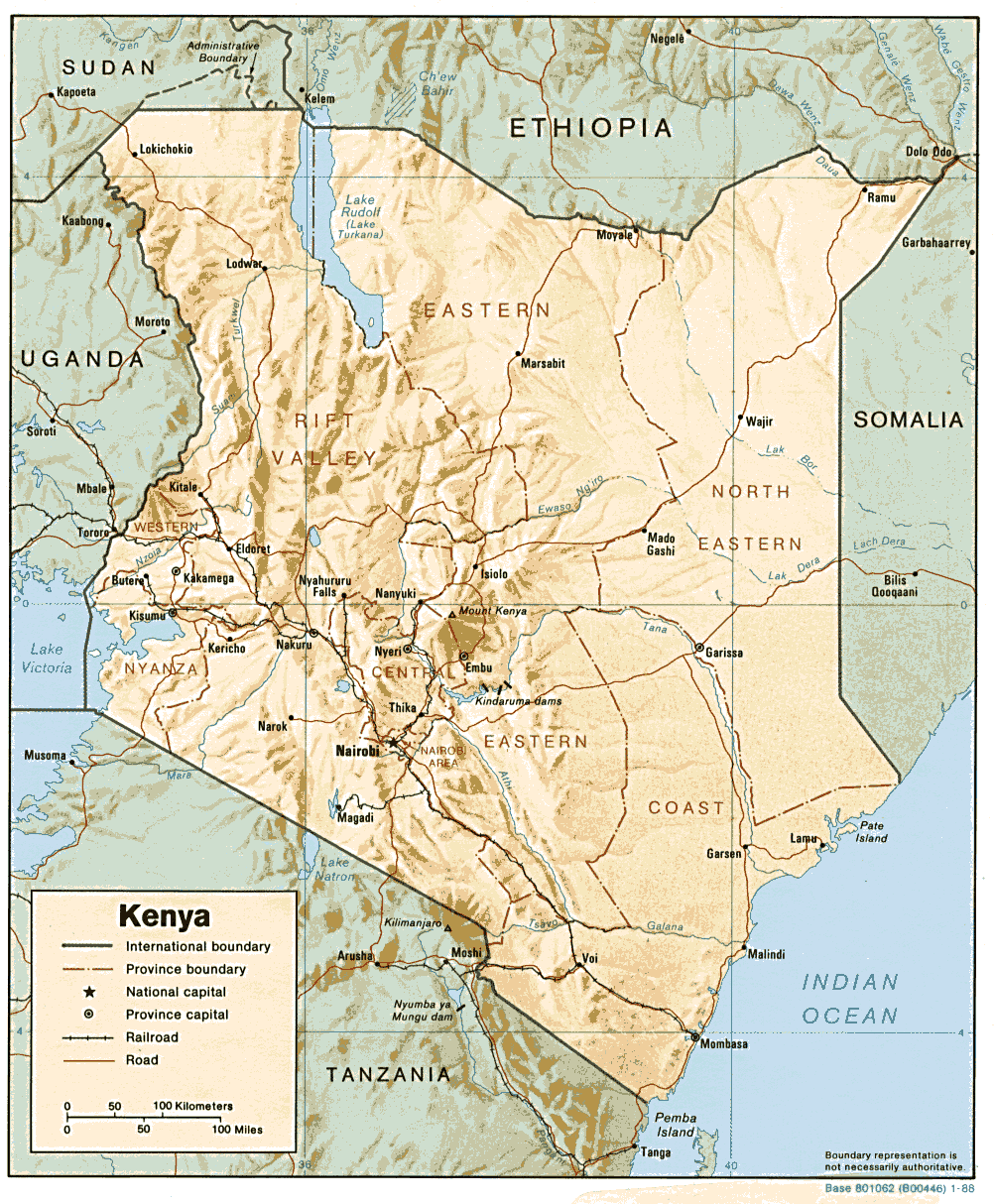
Kenya: carta geopolitica con rete stradale e ferroviaria

Il Kenya ha una rete di trasporti relativamente sviluppata rispetto alle nazioni confinanti.

## Trasporti su rotaia

### Rete ferroviaria
In totale: 2.778 km
- Scartamento ridotto (1000 mm): 2.778 km
- Gestore nazionale: Kenya Railways
- Collegamento a reti estere contigue
  - presente
    - ma inoperante: Tanzania
    - con stesso scartamento: Uganda

  - assente: Etiopia, Somalia e Sudan

### Reti metropolitane
Nessuna

### Reti tranviarie
Assenti

## Trasporti su strada

### Rete stradale
In totale: 63.800 km di strade interurbane (dati 1996)
- asfaltate: 8.868 km
- bianche: 54.932 km

Nota: esistono anche 100.000 km di strade rurali e 14.500 km di strade urbane.

### Rete autostradale
Due autostrade facenti parte della rete autostradale Trans-Africana transitano in Kenya presso la capitale Nairobi:
- autostrada Il Cairo-Città del Capo, autostrada Trans-Africana 4, collega il Nordafrica con il centro e il sud
- autostrada Lagos-Mombasa, autostrada Trans-Africana 8, che collega l'est dell'Africa con l'ovest

### Reti filoviarie
Attualmente in Kenya non esistono filobus.

### Autolinee
Nella capitale Nairobi, ed in tutte le zone abitate del Kenya, sono presenti aziende pubbliche e private che gestiscono trasporti urbani, suburbani, interurbani e turistici esercitati soprattutto con minibus (matatu), che costituiscono il 78% dei mezzi di trasporto pubblico.

## Trasporti aerei

### Compagnie aeree
- Kenya Airways

### Aeroporti
In totale: 230 (dati 1999)
a) con piste di rullaggio pavimentate: 21
- oltre 3047 m: 4
- da 2438 a 3047 m: 1
- da 1524 a 2437 m: 2
- da 914 a 1523 m: 14
- sotto 914 m: 0

b) con piste di rullaggio non pavimentate: 209
- oltre 3047 m: 0
- da 2438 a 3047 m: 1
- da 1524 a 2437 m: 14
- da 914 a 1523 m: 110
- sotto 914 m: 84

## Idrovie
Una parte delle acque interne appartenenti al lago Vittoria rientrano nei confini del Kenya. Alcuni traghetti permettono il collegamento con le isole presenti nelle acque territoriali keniote, e con i porti lacustri tanzaniani e ugandesi.

### Porti e scali

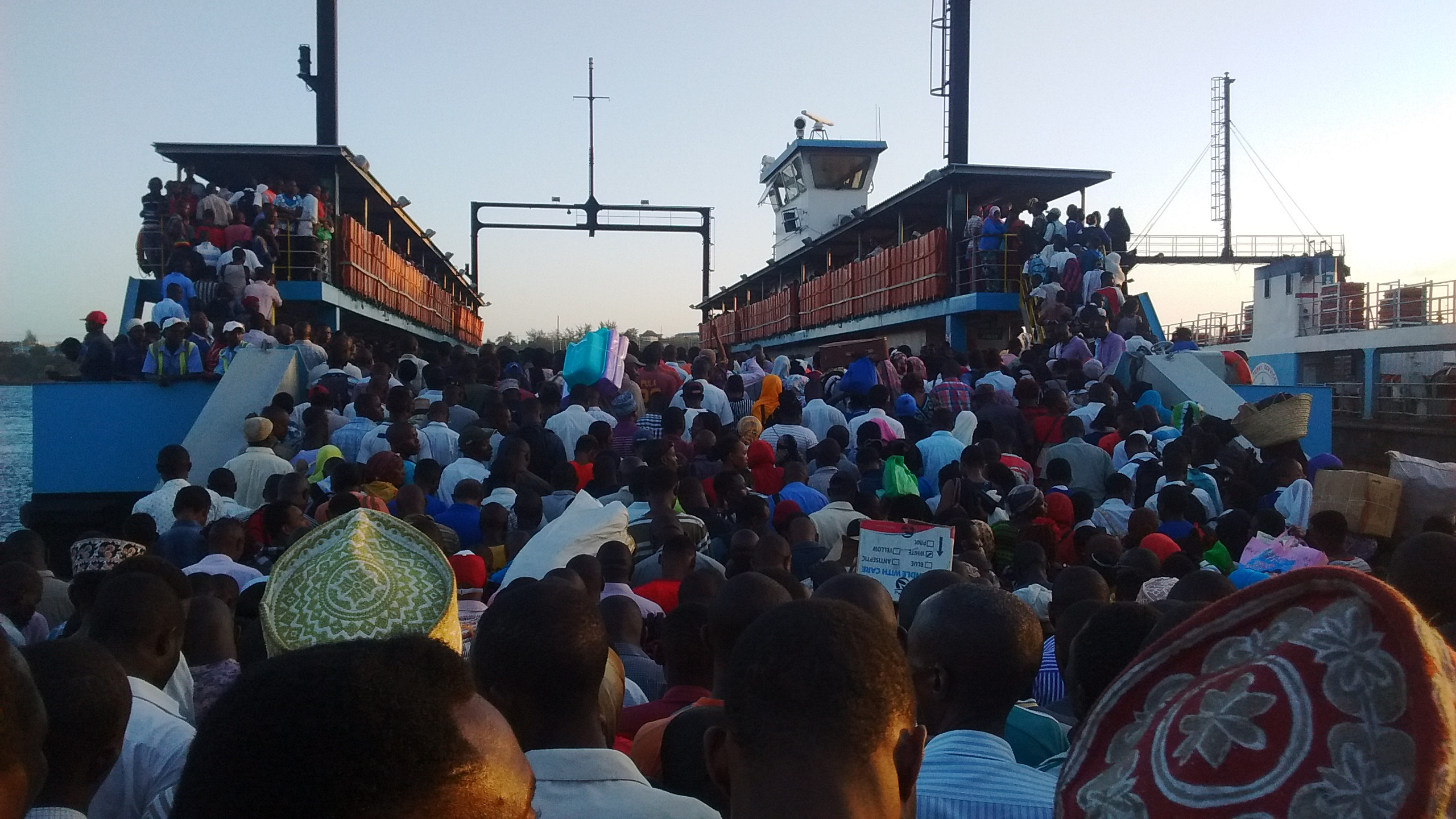
Traghetto a Mombasa

- Mombasa è l'unico porto commerciale che presenta standard internazionali. Il porto di Lamu è sempre più importante per le esplorazioni in mare aperto, specie per la ricerca di petrolio e depositi di gas naturale.